# Glutamine synthétase
La glutamine synthétase (GS) est une ligase qui catalyse la réaction :
ATP + L-glutamate + NH3  {\displaystyle \rightleftharpoons }  ADP + Pi + L-glutamine.
Chez les plantes, cette enzyme intervient au sein des chloroplastes dans le cadre de la photorespiration. Chez l'humain, elle joue un rôle majeur dans la synthèse de glutamine par le cerveau et le système nerveux. La glutamine est un amide,  dérivé de l’acide glutamique, formé à partir du glutamate capturé par l’astrocyte. Les neurones glutaminergiques et les neurones GABAergiques l'utilisent pour synthétiser leurs neurotransmetteurs. 

## GS et Maladie d'Alzheimer
Chez les patients atteints de la maladie d'Alzheimer (MA), cette enzyme est présente à un taux anormalement élevé dans le liquide cérébrospinal, ce qui pourrait en faire un marqueur biologique de la maladie.

## GS et mercure
Dans les astrocytes, son action est inhibée par le mercure inorganique (avec une relation de type dose-dépendante), bien plus que par le cation méthylmercure réputé plus toxique. 
Le mercure l'inhibe même à très faible dose (5 μM de mercure inorganique pendant 6 heures entraîne 74 % de baisse de l’activité de la GS).
In vitro, le mercure interagit négativement avec le glutamate (neuromédiateur excitateur) dont il perturbe la synthèse et le transport, or le glutamate est essentiel pour le cerveau et la mémoire, mais ne doit pas être présent en excès. Dans la fente synaptique, les cations mercuriques (à dose micromolaire ; 10−6 M), freinent la capture du glutamate par les astrocytes, en se fixant sur les fonctions thiol des transporteurs protéiques du glutamate. Le glutamate s'accumule et devient hyperexcitant, au point de tuer les cellules nerveuses. In vivo, le liquide cérébrospinal des M.A contient toujours un taux anormalement élevé de glutamine synthétase (GS), ce qui peut être dû au fait que le mercure inorganique freine l’activité de la GS dans les astrocytes  bien plus efficacement que le cation méthylmercure  (...avec une relation dose-dépendante, et même à très faible dose puisque 5 μM de mercure inorganique durant 6 heures suffisent à diminuer de 74 % l’activité de la GS). Le mercure, en augmentant le taux de glutamate excitotoxique peut entraîner la lyse d'astrocytes . 
Le taux d'adénosine triphosphate (ATP) des cellules neuronales est en outre piloté par une enzyme (la créatine kinase, ou CK), qui est également vulnérable aux cations mercuriques car possédant un grand nombre de fonctions thiol. Or on constate aussi un taux anormalement bas de cette enzyme dans les zones du cerveau les plus affectées par la MA,.